# Martin Ferrero
Martin Victor Ferrero (n. 29 septembrie 1947, Brockport⁠(d), Comitatul Monroe, New York, New York, SUA) este un actor american. Cele mai cunoscute roluri ale sale sunt Izzy Moreno în Miami Vice (1984-1989) și Donald Gennaro⁠(d) în filmul Jurassic Park (1993).

## Cariera
Ferrero s-a născut în Brockport, New York⁠(d). Este membru al teatrului California Actors din Los Gatos⁠(d). În 1979, s-a mutat la Los Angeles și a început să joace în filme la Hollywood. Acesta este cunoscut pentru rolul avocatului Donald Gennaro din Jurassic Park (1993) și cel al lui Izzy Moreno, un informator cu accent cubanez implicat în numeroase afaceri neobișnuite, în serialul de televiziune din anii 1980 Miami Vice. A apărut inițial în episodul pilot al serialului în rolul asasinului Trini DeSoto.
De asemenea, a apărut în episodul „Rescue Me” din sezonul 3 al serialului  Cheers în rolul unui chelner italian. Ferrero a mai apărut în Un mafiot la Hollywood⁠(d) (1995), Zei și monștri⁠(d) (1998) și Omul nostru din Panama⁠(d) (2001). Din 2008, acesta este membru al companiei Antaeus, un ansamblu de teatru clasic din Los Angeles. În 2011, Ferrero a reinterpretat rolul lui Donald Gennaro într-o parodie a filmului Jurassic Park realizată de CollegeHumor⁠(d).

## Filmografie
| An   | Titlu                          | Rol                  | Note       |
| ---- | ------------------------------ | -------------------- | ---------- |
| 1981 | The Incredible Shrinking Woman | Guard                |            |
| 1981 | Knightriders                   | Bontempi             |            |
| 1982 | I Ought to Be in Pictures      | Monte Del Rey        |            |
| 1986 | Gung Ho                        | Crandall             |            |
| 1986 | Band of the Hand               | Hardware Clerk       | Necreditat |
| 1986 | Modern Girls                   | Music Video Director |            |
| 1987 | Planes, Trains & Automobiles   | Second Motel Clerk   |            |
| 1988 | High Spirits                   | Malcolm              |            |
| 1991 | Oscar                          | Luigi Finucci        |            |
| 1992 | Stop! Or My Mom Will Shoot     | Paulie               |            |
| 1993 | Reckless Kelly                 | Ernie the Fan        |            |
| 1993 | Jurassic Park                  | Donald Gennaro       |            |
| 1995 | Get Shorty                     | Tommy Carlo          |            |
| 1995 | Heat                           | Construction Clerk   |            |
| 1998 | Gods and Monsters              | George Cukor         |            |
| 1998 | The Naked Man                  | Sammy                |            |
| 2001 | Air Bud: World Pup             | Snerbert             | Voce       |
| 2001 | The Tailor of Panama           | Teddy, the Reporter  |            |

### Seriale
| An        | Titlu                  | Rol                              | Note                                                       |
| --------- | ---------------------- | -------------------------------- | ---------------------------------------------------------- |
| 1979      | The Ropers             | Salesman                         | Episodul: "Puppy Love"                                     |
| 1979      | Soap                   | Waiter                           | Episodul: "Episode #3.6"                                   |
| 1981      | M*A*S*H                | Wounded man in jeep              | Episodul: "That's Show Biz"                                |
| 1982      | Mork & Mindy           | The Salesman                     | Episodul: "I Don't Remember Mama" (#4.15)                  |
| 1983      | Diff'rent Strokes      | Coach                            | Episodul: "The Goat"                                       |
| 1984      | Alice                  | Bart                             | Episodul: "Romancing Mr. Stone"                            |
| 1985      | Hill Street Blues      | Alan "Rambo" Branford            | Episodul: "Somewhere Over The Rambo"                       |
| 1985      | Cheers                 | Waiter                           | Episodul: "Rescue Me"                                      |
| 1986      | Moonlighting           | Peter Macy                       | Episodul: "Yours, Very Deadly"                             |
| 1984–1989 | Miami Vice             | Izzy Moreno/Trini DeSoto         | 18 episoade/1 episod                                       |
| 1988      | L.A. Law               | Julius Goldfarb / The Salamander | Episodul: "Leapin' Lizards"                                |
| 1990      | Shannon's Deal         | Lou Gondolf                      |                                                            |
| 1996      | Nash Bridges           | Vincenzo 'Vince' Diamond         | Episodul: "Javelin Catcher"                                |
| 1997      | The Practice           | Sam Feldberg                     | Episodul: "Save the Mule"                                  |
| 1998      | The X-Files            | Shooter                          | Episodul: "The End"                                        |
| 2000      | Ali: An American Hero  | Angelo Dundee                    | Film de televiziune                                        |
| 2011      | CollegeHumor Originals | Donald Gennaro                   | Episodul: "Jurassic Park Character's Awful Realization"    |
| 2017      | Jimmy Kimmel Live!     | Himself Donald Gennaro           | Episodul: David Muir, Pedro Pascal, muzica de Mariah Carey |